# Hubenhecke
Die Hubenhecke in der Gemarkung Unter-Hambach zwischen der Bergstraße im Westen und dem Hambacher Tal im Osten ist eine 269,1 m ü. NHN hohe Erhebung am Rand des Odenwaldes. Am Fuße des Westhangs wird bis in mittlere Höhen Weinbau betrieben. Die Rebflächen liegen in der Gemarkung Heppenheim und zählen zum Anbaugebiet Hessische Bergstraße. Es wird größtenteils Riesling angebaut, aber auch Ruländer und Silvaner. Die Bergspitze wird von einem kleinen Wäldchen bedeckt. Die Hubenhecke liegt vollständig im Stadtgebiet von Heppenheim im südhessischen Landkreis Bergstraße.